# Strobilanthes calvata
Strobilanthes calvata är en akantusväxtart som beskrevs av John Richard Ironside Wood. Strobilanthes calvata ingår i släktet Strobilanthes och familjen akantusväxter. Inga underarter finns listade i Catalogue of Life.